# Pennella selaris
Pennella selaris is een eenoogkreeftjessoort uit de familie van de Pennellidae. De wetenschappelijke naam van de soort is voor het eerst geldig gepubliceerd in 1964 door Kirtisinghe.